# República de China en los Juegos Olímpicos de Tokio 1964
La República de China (TAI) estuvo representado en los Juegos Olímpicos de Tokio 1964 por un total de 40 deportistas, 37 hombres y 3 mujeres, que compitieron en 7 deportes.
El equipo olímpico no obtuvo ninguna medalla en estos Juegos.